# Bonellia viridis

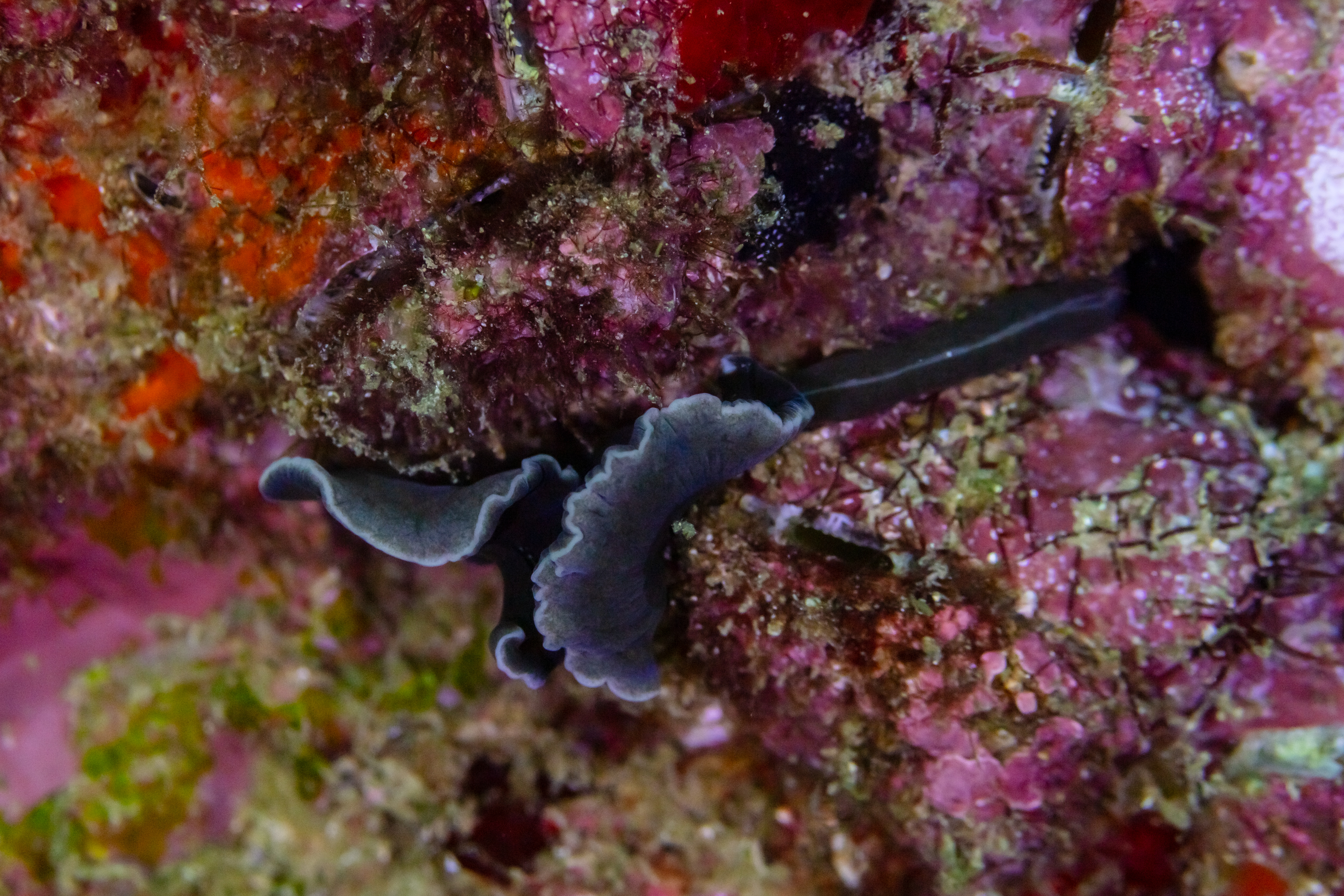
Bonellia viridis

La bonellia (Bonellia viridis Rolando, 1821) è un invertebrato marino della famiglia dei Bonellidi che vive, tra l'altro, nei fondali bassi del Mediterraneo.
È notevole il suo spiccato dimorfismo sessuale.

## Sistematica
Il genere Bonellia fu descritto, per primo, dal medico torinese Luigi Rolando nel 1821 che lo chiamò così in onore dell'ornitologo Franco Andrea Bonelli, suo amico.

## Aspetti morfologici
La femmina di bonellia è di colore verde, il corpo è formato da una parte a ovale (di circa 6 ~ 8 cm di lunghezza) ed una lunga proboscide (lunga fino ad un metro) che all'estremità si divide in due (assumendo la caratteristica forma a "Y").
Il maschio invece rimane in uno stato larvale (anche se sessualmente maturo) da 1 a 3 mm di lunghezza e trascorre tutto il ciclo vitale all'interno della femmina in una sorta di simbiosi (in realtà il termine simbiosi è definito per organismi di specie diverse, quindi non applicabile a questo caso). 
Ha una struttura morfologica "semplificata": l'apparato digerente è molto ridotto (vivendo all'interno della femmina, assorbe gli elementi nutritivi tramite l'epidermide), e non è presente un sistema circolatorio, la maggior parte del corpo è occupata dagli organi di riproduzione.

## Determinazione del sesso
Altro aspetto notevole è la modalità di determinazione del sesso: una volta schiuse le uova, le larve nascono indifferenziate.
Quelle che entrano nella proboscide di una femmina adulta vengono indotte, dalla presenza della bonellina, un ormone secreto da questa, a diventare un maschio.
Le larve che invece rimangono libere e non entrano in contatto con femmine adulte si sviluppano come femmine.
Si parla in questi casi di determinazione fenotipica del sesso, ovvero il sesso viene determinato non solo dal  patrimonio genetico ma anche dall'ambiente.

### La bonellina
La femmina secerne un pigmento verde, la bonellina, che le permette di paralizzare dei piccoli animali che vengono poi mangiati.
In presenza di luce la bonellina induce l'interruzione della mitosi e il "disfacimento" di altri apparati cellulari, uccidendo così batteri, larve ed altri piccoli organismi. Per queste sue proprietà biocide è attualmente studiata come possibile sostituto degli antibiotici.

## Distribuzione e habitat
La specie è largamente diffusa nel Mediterraneo, nel Mar Rosso, nell'Oceano Atlantico del nord-est e nell'Oceano Indiano e nel Pacifico.

Vive nei fondali tra 1 e 100 metri di profondità.

## Biologia

### Alimentazione
La femmina è una saprofita e si nutre, attraverso la proboscide, di piccoli detriti organici e di piccoli animali che trova sui fondali marini.
Il maschio, come detto, si nutre degli alimenti introdotti nel corpo della femmina.

### Riproduzione
La femmina adulta produce uova che si sviluppano in una larva con un sesso non ancora specificato. La determinazione del sesso avviene per via metagamica, in base al contatto della larva con un ormone, prodotto dalla femmina, chiamato Bonellina. Se la larva non entra in contatto con l'ormone, svilupperà gonadi femminili. Il maschio si sviluppa solo attraverso lo stretto contatto con una femmina adulta. Una volta che il maschio è maturo, viene risucchiato all'interno della femmina, spesso attraverso la sua proboscide, e spenderà il resto della sua vita all'interno della sacca genitale femminile, fertilizzando le sue uova.   Questo è un caso in cui il sesso non è determinato genericamente, ma da fattori esterni.